# Place de la Libération (Bobigny)
Pour les articles homonymes, voir Place de la Libération.
La place de la Libération est l'un des principaux carrefours de Bobigny.

## Situation et accès
La place se trouve à l'intersection de:
- l'avenue Jean-Jaurès;
- le boulevard Lénine;
- la rue de la République

## Origine du nom
La place est ainsi nommée en référence à la Libération de la France en 1944.

## Historique
Dans les années 1960, Georges Valbon, depuis peu conseiller municipal de Bobigny chargé du logement, entreprend un projet de rénovation urbaine, destiné à mettre en application des principes à la fois architecturaux et idéologiques, en faisant appel à des architectes comme Claude Le Goas, Marius Depont et Serge Lana, proches du Front national des architectes (FNA), d’obédience communiste, pour la rénovation urbaine de la ville en complément de la zone à urbaniser en priorité (ZUP) confiée à Raymond Lopez et Michel Holley. Cette réalisation est conçue selon les principes de l’urbanisme fonctionnel.
Une dizaine d'années plus tard, le centre historique de la ville, qui se trouvait entre cette place et l'église Saint-André, est totalement détruit, à l’exception de quelques édifices publics (ancienne mairie, bains-douches, ancienne poste, cimetière).

## Bâtiments remarquables et lieux de mémoire

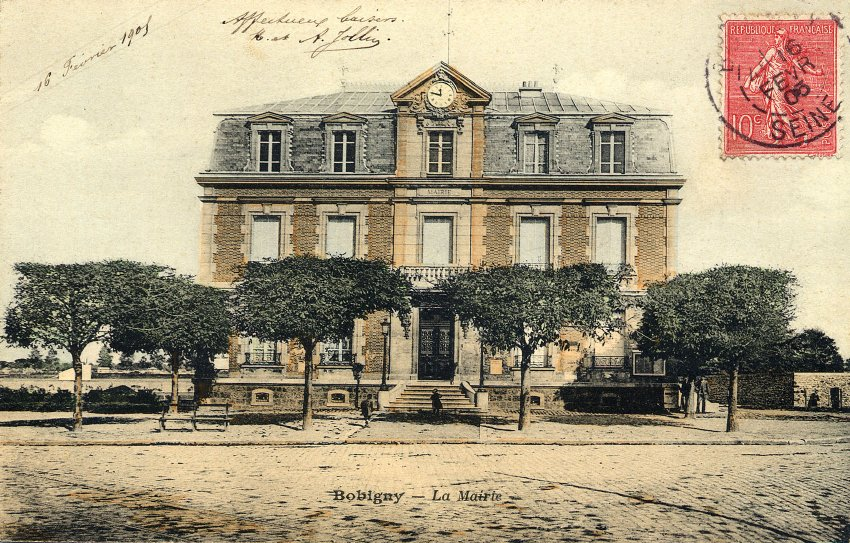
L'ancienne mairie, en 1905.
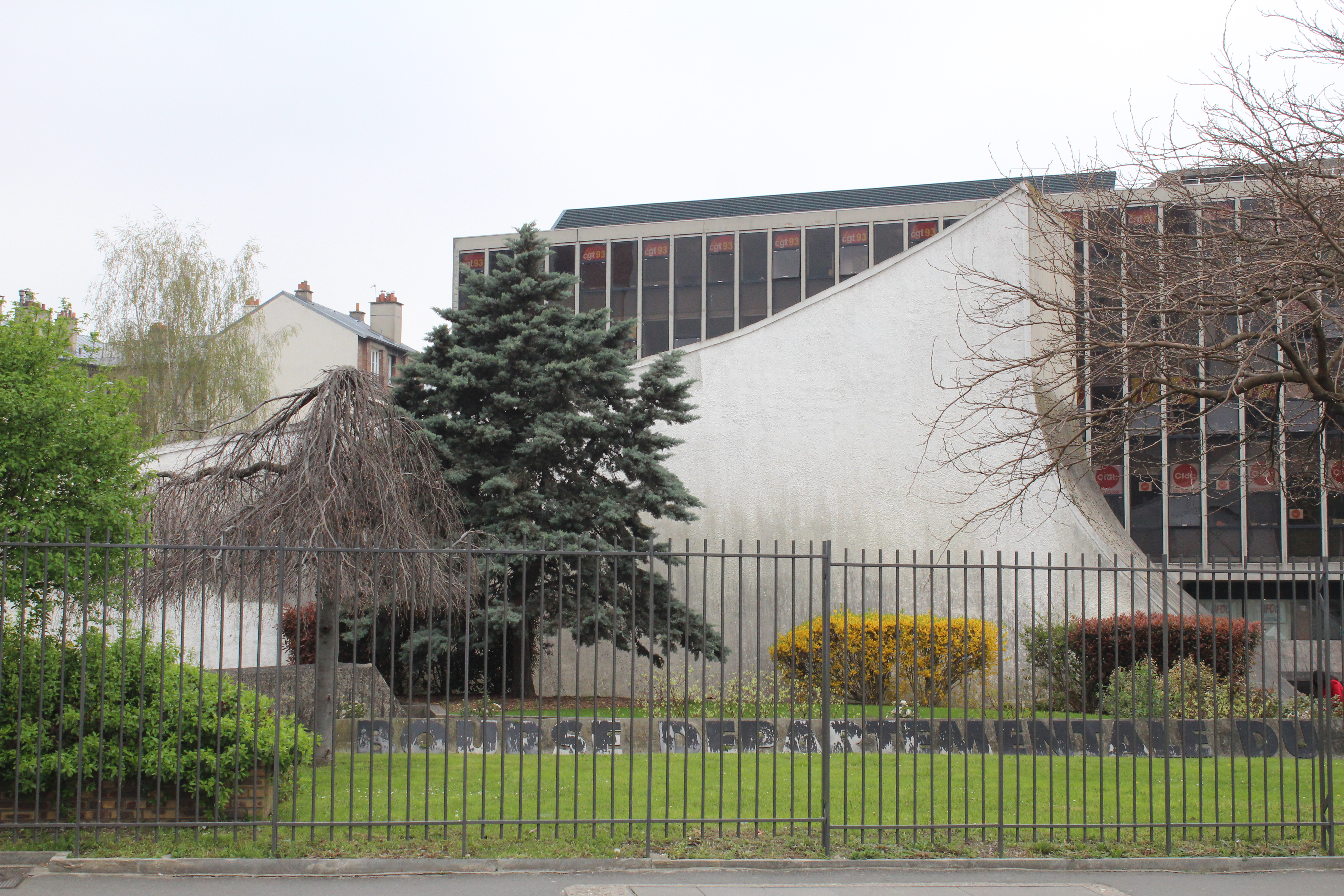
Sur la place de la Libération, l'auditorium de la Bourse départementale du travail.
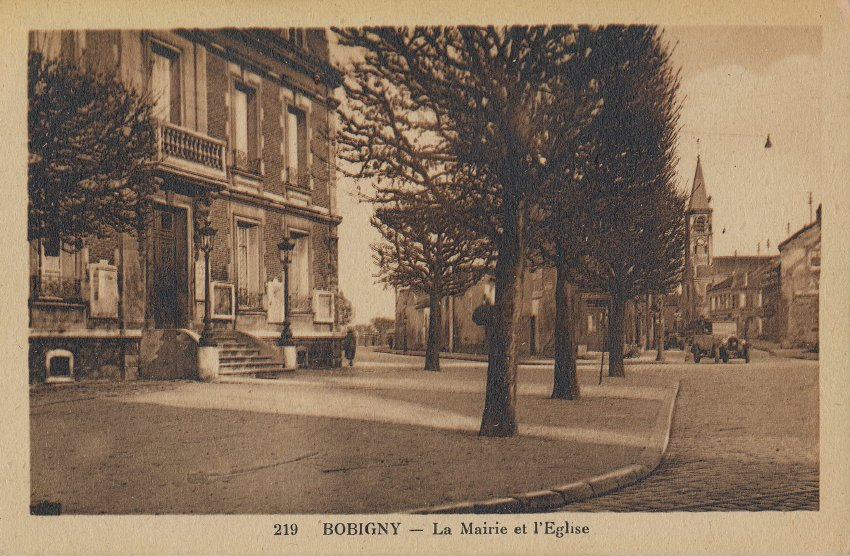
Ancienne mairie (Conservatoire Jean-Wiener) et église Saint-André de Bobigny.

- Conservatoire Jean-Wiener, dans l'ancienne mairie, typique du style « IIIe République ». Construite entre 1875 et 1899[6], c'est l'un des bâtiments les plus anciens de la ville[7]. Un médaillon de Lénine a été apposé sur la façade du bâtiment, unique effigie sur un bâtiment public à la gloire du célèbre révolutionnaire russe en France.
- Bourse Départementale du Travail de la Seine-Saint-Denis, édifiée par l'architecte Oscar Niemeyer[8]. C'est un bâtiment d'acier et de béton armé. La bourse du travail est située dans un bâtiment de quatre étages posé sur pilotis, tandis que l'auditorium de 800 places est partiellement enterré[9].
- La place est ornée d'une sculpture de Pierre Zvenigorodsky, intitulée Monument du souvenir[10].